# در آغوش غریبه‌ها: داستان‌هایی از انتقال کودکان
در آغوش غریبه‌ها: داستان‌هایی از انتقال کودکان (انگلیسی: Into the Arms of Strangers: Stories of the Kindertransport) فیلمی در ژانر مستند به کارگردانی مارک جاناتان هریس است که در سال ۲۰۰۰ منتشر شد. از بازیگران آن می‌توان به جودی دنچ اشاره کرد. این فیلم به ماجرای انتقال کودکان از اتریش، چکسلواکی و آلمان به بریتانیا به وسیله قطار، کشتی و هواپیما اشاره دارد که طی آن، ده‌هزار کودک یهودی در انگلستان اسکان داده شدند. این فیلم برنده جایزه اسکار بهترین فیلم مستند شده‌است.